# Делински мост
Делинският мост или Папамика (на гръцки: Γεφύρι Παπαμήκα) е каменен мост в Егейска Македония, Гърция. Намира на 8 km по пътя Просилио (Калдадес) - Трановалто, точно под надлеза на националния път Лариса - Кожани (през Тригонико (Делино) - Римнио). Представлява доста голям сводест мост от XIX век. Ширината му е 5 m, височината - 2,30 m и дължината - около 10 m. Изграден е от варовик и шисти. Представлява прекрасен паметник на традиционната народна архитектура.